# NHL Heritage Classic 2019
Das NHL Heritage Classic 2019 ist ein Freiluft-Eishockeyspiel, das am 26. Oktober 2019 im Rahmen der Saison 2019/20 der National Hockey League (NHL) ausgetragen wird. Bei dieser fünften Auflage des NHL Heritage Classic spielen die Winnipeg Jets im Mosaic Stadium von Regina gegen die Calgary Flames.

## Hintergrund
Das NHL Heritage Classic 2019 wird das erste NHL-Spiel der regulären Saison sein, das auf „neutralem Boden“ ausgetragen wird. Es wird auch das erste NHL-Spiel sein, das in Regina abgehalten wird. Regina liegt etwa auf halbem Weg zwischen Calgary und Winnipeg. Die Jets werden beim Spiel als Heimmannschaft gezählt. Das Spiel wird jeweils das zweite Freiluft-Spiel für beide Mannschaften sein: Die Flames veranstalteten das Heritage Classic 2011 und die Jets das Heritage Classic im Jahr 2016.